# Josefovice (Klimkovice)
Josefovice je část města Klimkovice v okrese Ostrava-město. Nachází se na jihozápadě Klimkovic. Prochází zde silnice II/647. V roce 2009 zde bylo evidováno 94 adres. V roce 2001 zde trvale žilo 278 obyvatel.
Josefovice leží v katastrálním území Klimkovice o výměře 14,63 km2.